# Benthobatis marcida
Benthobatis marcida е вид хрущялна риба от семейство Narcinidae. Видът не е застрашен от изчезване.

## Разпространение и местообитание
Разпространен е в Бахамски острови, Куба и САЩ (Джорджия, Северна Каролина, Флорида и Южна Каролина).
Среща се на дълбочина от 200 до 922 m, при температура на водата от 7,1 до 16 °C и соленост 35,1 – 36,2 ‰.